# تل قصب

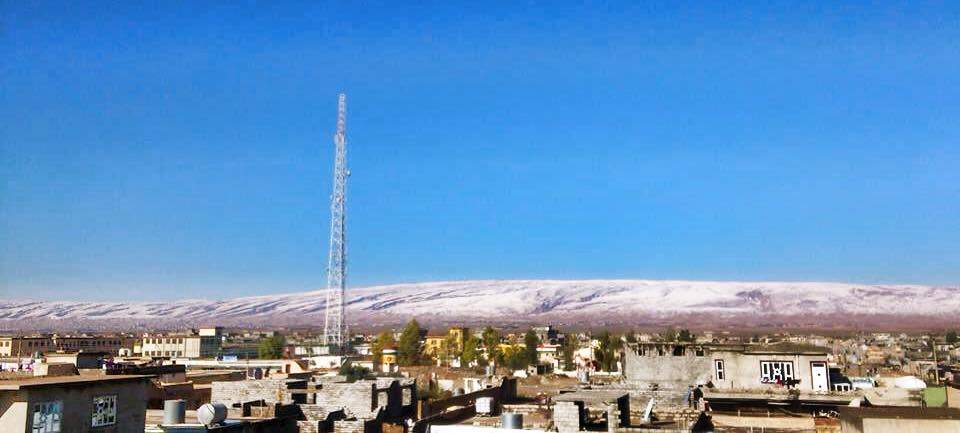
أحد المجمعات السكنية المحيطة بقضاء سنجار.

تل قصب قرية تقع في محافظة نينوى بالعراق. تقع جنوب شرق مدينة سنجار. وهي من القرى أو المجمعات التي بناها حزب البعث الحاكم آنذاك بترحيل الأيزيديين من مناطق سكناهم إلى هذه المجمعات.

## عشائر تل قصب
1. المهركان كانت يعيشون في زكدخان القديم.
2. الهسكان كانت تعيش في همدان القديم.
3. الهبابة كانت تعيش في صباحي القديم.
4. علي سوركا كانت يعيشون في دبي القديماً.
5. جلكي كانت تعيش في كاهني عيدو.
6. عشيرة القطويا كانوا من أصل اليزيديين وهم من عشيرة الهسكان.
7. عشيرة الفقراء كانت تعيش في صولاخ.
8. عشيرة الكزة كانت تعيش في كرى حاجي بك.
9. عشيرة الدلكان كانت تعيش في قرية تبة شرق سنجار.

## التعليم
التعليم حاليا موجود على صورتين :
- باللغة الكردية بالدرجة التانية حيث هناك مدارس للابتدائية والمتوسطة.
- باللغة العربية بدرجة الأولى حيث هي كما كانت في عهد النظام السابق مع القليل من التطوير في المواد الدراسية والأستاذة.